# Kim Raver
Kim Raver (teljes nevén Kimberly Jayne Raver) (New York, 1969. március 15. –) amerikai színésznő.
Híresebb szerepei között volt a Kim Zambrano TV Show, a Harmadik műszak, és a 24 című televíziós sorozatban is szerepelt mint Audrey Raines. Mostanában a Tv2-n péntek esténként futó Rúzs és New York című sorozatban láthatjuk.

## Élete
Raver New York Cityben született 1969-ben. 6 évesen (1975–1978) szerepelt a gyerekeknek szóló nagy sikerű Szezám utca című filmben. Kamaszkorában csatlakozott egy vele egykorúakból álló színjátszó csoporthoz, az Off-Off-Broadway-hez. A bostoni egyetemen tanult tovább, de tovább folytatta a színjátszást egy New York-i színházban, ahol segítette tanára Wynn Handman. Megtanult franciául és németül is.
Összeházasodott Manuel Boyer-rel akitől két fia született, 2002-ben Luke, és 2007-ben Leo.

## Karrierje
A Broadway-en a Holiday című darabbal debütált, Tony Goldwyn és Laura Linney mellett. Első feltűnése filmben a Városháza volt Al Pacinóval. Mellékszerepelt David Schwimmer mellett a Glimmer testvérekben, ami egy Warren Leight műből született, és a Williamstown-i Színházi fesztiválon adták elő. Szerepelt a Harmadik műszak című sorozatban, és 3 évadon keresztül a népszerű 24 (televíziós sorozat)ban, ahol Jack szerelmét Audrey Raines-t alakította.
A 2006-os televíziós szezonban indult A Kilenc című sorozatban is az egyik főszerepet játszotta. De a sorozat csak egy évadot élt meg sikertelensége miatt az ABC amerikai televízióban. Audrey Rainesként, a 24-ben a 6. évadban véget ért a szereplése. 2008 óta a Rúzs és New York című sorozatban szerepel, ami az Amerikai Egyesült Államokban az NBC csatornán, hazánkban pedig a TV2-n fut.

## Filmográfia
- Szezám utca (1975–1978)
- Menendez: Gyilkosságok Beverly Hillsben (1994)
- Central Park Dél (1995)
- Jog és Rendszer (1996)
- The Practice(1997)
- Spin City (1997)
- Trinity - Érzelmek viharában (1998)
- Harmadik műszak (1999–2004)
- 24 (televíziós sorozat) (2001)
- Vészhelyzet (2002)
- Martin & Orloff (2002)
- Mind the Gap (2004)
- The Apprentice (2004)
- Haunting Sarah (2005)
- Keep Your Distance (2005)
- Éjszaka a múzeumban (2006)
- Kilenc túsz (2006)
- Prisoner (2007)
- Rúzs és New York (2008–)
- A Grace klinika (2009–)